# Лачес
Лачес (Лач, итал. Laces, нем. Latsch) — коммуна в Италии, располагается в регионе Трентино — Альто-Адидже, подчиняется административному центру Больцано.
Население составляет 5006 человек (на 2004 г.), плотность населения составляет 63 чел./км². Занимает площадь 78 км². Почтовый индекс — 39021. Телефонный код — 0473.
Покровителями коммуны почитаются святые апостолы Пётр и Павел, празднование 29 июня .

## Города-побратимы
- Кальв, Германия (1957)